# Protaetia scepsia
Protaetia scepsia är en skalbaggsart som beskrevs av Carl August Dohrn 1872. Protaetia scepsia ingår i släktet Protaetia och familjen Cetoniidae. Inga underarter finns listade i Catalogue of Life.